# Merah Putih
Merah Putih (indonésky Červená bílá), někdy označovaná jako Telkom 4, je telekomunikační družice společnosti PT Telkomunikasi Indonesia Tbk. Její pracovní pozice je nad 108. stupněm východní délky na geostacionární oběžné dráze Země, kde slouží jako náhrada staršího satelitu Telkom 1 a poskytuje telekomunikační služby pro část Indické souostroví a Indii. Jméno družice odkazuje na barvy indonéské vlajky.
Merah Putih byla 7. srpna 2018 uvedena na přechodovou dráhu ke geostacionární dráze (s parametry 193 x 29 503 km a sklonem 27,06°) pomocí nosné rakety Falcon 9 Block 5 společnosti SpaceX. Byl použit již jednou letěný první stupeň B1046, který se tak stal prvním znouvupoužitým stupněm verze Block 5. Startovalo se z floridské rampy SLC-40 a první stupeň provedl přistání na mořskou plošinu OCISLY. Statický zážeh před letem proběhl 2. srpna kolem 18:45 SELČ.
Satelit byl navržen a vyroben společností Space Systems Loral a je postavený na platformě SSL-1300. Při startu vážil podle odhadu mezi 5000 a 5800 kg a jeho životnost je plánována na 15 let. K dispozici má 60 transpondérů v pásmu C.